# بخش مرکزی شهرستان کنگان
بخش مرکزی، یکی از بخش‌های شهرستان کنگان در استان بوشهر ایران است. مرکز این بخش، شهر بندر کنگان است.

## تقسیمات کشوری
- بخش مرکزی شهرستان کنگان
  - دهستان تمبک
  - دهستان حومه

شهرها: بندر کنگان و بنک

## جمعیت
بر پایه سرشماری عمومی نفوس و مسکن در سال ۱۳۹۵، جمعیت بخش مرکزی شهرستان کنگان برابر با ۸۶٬۱۵۴ نفر بوده‌است.